# Grote of Martinikerk (Sneek)
De Grote of Martinikerk is de meest centrale kerk in Sneek. Zij dankt haar naam aan Sint-Maarten, de schutspatroon van Sneek.

## Geschiedenis

### Het gebouw
De Martinikerk is oorspronkelijk gebouwd in de 11e eeuw en opgetrokken uit tufsteen. Zo rond 1300 werd de kerk vergroot en kreeg ze drie torens in een Romaanse westgevel. Er werd ook een houten klokhuis bijgebouwd.
De huidige kerk dateert uit 1498. In dat jaar werden het koor en het schip vernieuwd in gotische stijl. De sacristie aan de zuidkant is uit de 16e eeuw en wordt nu als consistoriekamer gebruikt. In 1681 stortte het Romaanse westfront in en daardoor ook de middelste van de drie torens; de andere twee torens werden afgebroken. De zwaar beschadigde kerk werd herbouwd, maar de torens niet. De plaatsen waar deze torens zich bevonden zijn op het oude kerkhof zichtbaar gemaakt door een verhoogde plek. In 1925 zijn de fundamenten van de pijlers vernieuwd om verdere verzakkingen van de kerk tegen te gaan. Ook kreeg de kerk elektrische verlichting in dat jaar. In de jaren zeventig en tachtig is de kerk grondig gerestaureerd. Bij de laatste restauratie werd het gipsplafond uit de kerk verwijderd en weer een eikenhouten tongewelf in de kerk aangebracht. De kerk ligt op een terp in het centrum van Sneek; het is een driebeukige hallenkerk. De kerk is in tegenwoordig in gebruik voor de erediensten van de Protestantse gemeente in Sneek. Het kerkgebouw is 's zomers op weekdagen 's middags te bezichtigen en soms ook 's avonds. In de zomer zijn er op maandagavond orgelconcerten, behalve tijdens de Sneekweek.

### Het interieur
Als gevolg van de Reformatie ging de kerk in 1580 over in protestantse handen. Het interieur werd versoberd, altaren en beelden verdwenen, het orgel mocht niet meer gebruikt worden. Een orgel als begeleidingsinstrument kwam pas eind 17e eeuw weer in zwang. Tot die tijd zong men de psalmen, ondersteund door een voorzanger. In de 17e eeuw is de kerk ook weer wat aangekleed met schilderstukken en tekstborden.

In 1795 vond de Bataafse Revolutie plaats, waarbij het ging om "Vrijheid, gelijkheid en broederschap". De gebrandschilderde ramen werden vervangen door helder glas, de 'deftige' rouwborden en familiewapens op de banken werden verwijderd. Ook werden op veel plaatsen de wapens uit de grafstenen gebeiteld.

### Portalen
Aan vier kanten is een portaal om de kerk te betreden:
- Aan de oostkant is de oudste toegang met een poort uit 1652.Dit is de hoofdingang, en bevindt zich aan de kant van het stadhuis.
- Aan de zuidkant is een kleine houten ingang voor de armen en wezen.
- Aan de noordkant is een grote entree gemaakt, in classicistische stijl.
- Onder het balkon aan de westkant is een toiletgroep ingebouwd.

## Muziek

### Orgel

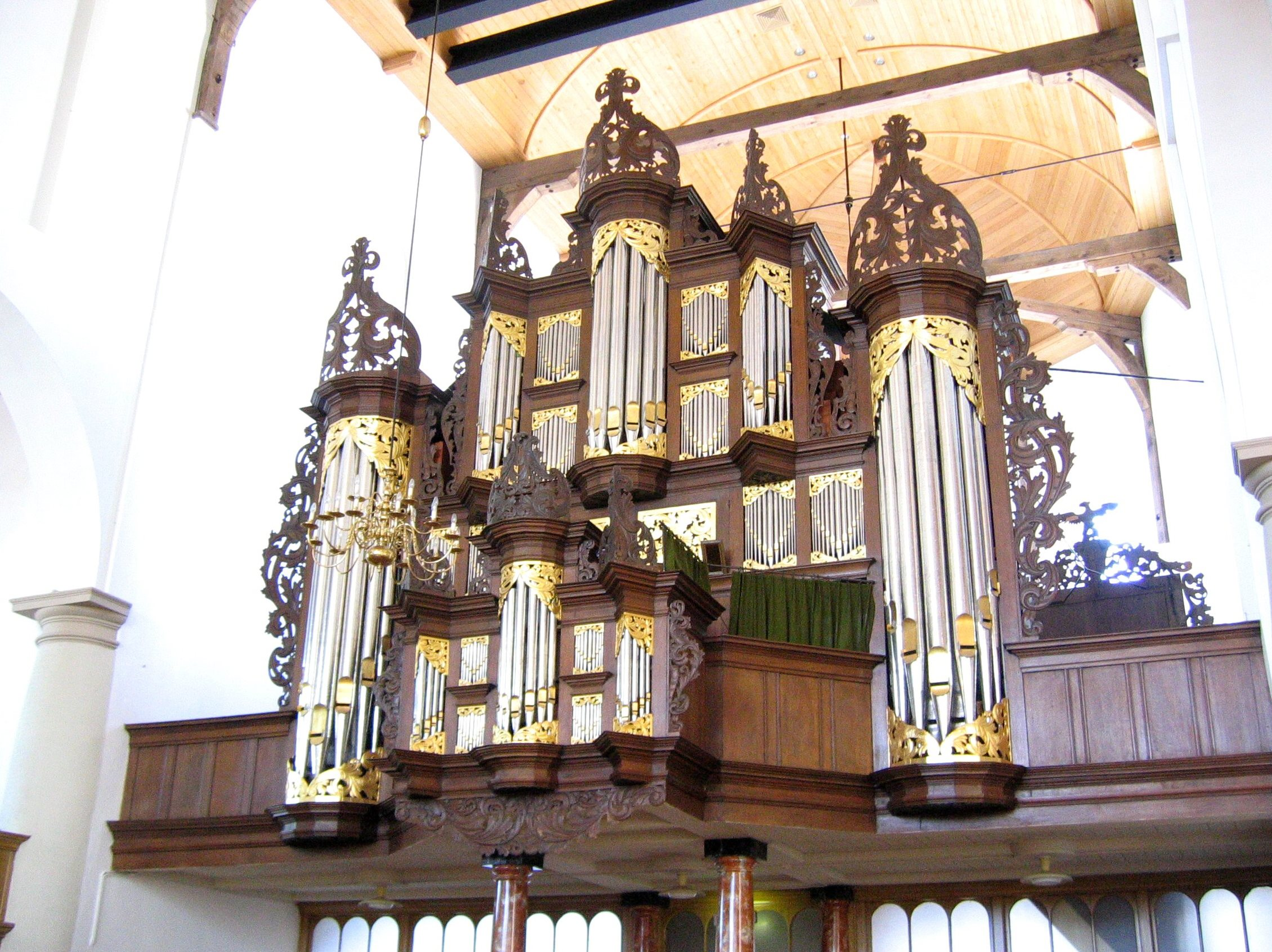
Het orgel van de Grote of Martinikerk.

In de jaren 1710–1711 werd op de scheiding tussen de kerk en het koor een orgel gebouwd door de beroemde orgelmaker Arp Schnitger op een nieuwe galerij. Het orgel had een hoofdwerk, rugwerk, borstwerk en een vrij pedaal. Het was in die tijd een van de grootste en modernste orgels in Friesland. In de loop der jaren werd de dispositie enigszins gewijzigd en in 1870 overleefde het orgel totale nieuwbouw. In 1898 werd het orgel verbouwd door de orgelmakers Van Dam. Pijpwerk en laden van rugwerk en borstwerk werden verwijderd. Hiervoor in de plaats kwam een groot bovenwerk in een zwelkast die in twee posities (dicht of open) het orgel toch de suggestie van een drieklaviersinstrument gaf. Ook de windvoorziening werd hierbij vernieuwd. In 1925 werd het tot dan aanwezige Schnitgerpedaal verwijderd en vervangen door een pneumatische pedaallade met zinken pijpwerk. In de jaren 1986–1988 is het orgel gerestaureerd waarbij het van Dam concept uit 1898 werd gerespecteerd. Er werden nieuwe laden en pijpwerk in Schnitgerfactuur gemaakt voor het rugwerk en het pedaal. De restauratie werd uitgevoerd door de firma Bakker & Timmenga te Leeuwarden. In 2011 is door dezelfde firma groot onderhoud aan het orgel gepleegd. Het hoofdwerkplenum is zo veel als mogelijk in Schnitgerstijl terug gebracht, waarbij onder andere de oude discant van de prestant 8 weer opnieuw is aangesloten. Dit register is momenteel een van de weinige origineel bewaard gebleven frontprestanten van Arp Schnitger! Verspreid over 11 registers bleven ongeveer 550 pijpen van Schnitger bewaard waaronder alle frontpijpen. Ook de hoofdwerk lade is van Arp Schnitger.

### Dispositie
| I Hoofdwerk C–g3     |
| Bourdon 16' 1832     |
| Prestant 8' 1710     |
| Holpijp 8' 1710      |
| Violon 8' 1898       |
| Octaaf 4' 1710       |
| Fluit 4' 1710        |
| Quint prest. 3' 1898 |
| Octaaf 2' 1710       |
| Mixtuur 2-3 st. 1710 |
| Cornet 3st. 1898     |
| Trompet 8' 1913      |
|                      |

| II Rugwerk C–g3        |
| Prestant 4 1710/1988   |
| Roerfluit 8′ 1885      |
| Quintadeen 8′ 1885     |
| Roerfluit 4′ 1885      |
| Nasard 3′ 1988         |
| Octaaf 2′ 1988         |
| Sexquialter 2 st. 1988 |
| Dulciaan 8' 1988       |
|                        |
| Tremulant              |

| III Zwelwerk C–g3        |
| Salicionaal 8′ 1898      |
| Roerfluit 8′ 1898        |
| Quintadeen 8′ 1898       |
| Viola da Gamba 8′ 1898   |
| Salicet 4′ 1898          |
| Flute Harmonique 4′ 1898 |
| Quintfluit 3' 1710       |
| Woudfluit 2' 1710        |
| Carillon 2 st 1710       |
| Hautbois 8′ 1943         |
| Vox Humana 8′ 1852       |
|                          |
| Tremulant                |

| Pedaal C–d1            |
| Prestant 16′ 1710/1988 |
| Subbas 16′ 1988        |
| Octaaf 8′ 1988         |
| Gedekt 8' 1885         |
| Octaaf 4′ 1988         |
| Bazuin 16′ 1988        |
| Trompet 8′ 1988        |
| Claron 4′ 1988         |

Werktuigelijke registers
- Koppelingen: Hw.-Rw., Ped.-Hw., Ped.-Rw.
- Tremulant op Zwelwerk en rugwerk
- Toon hoogte a1 = 466 Hz
- Temperatuur: Evenredig Zwevende stemming

### Koororgel
In 1985 werd het koororgel in gebruik genomen. Het is gebouwd door J.L. v.d. Heuvel te Dordrecht naar een ontwerp van Cavaillé-Coll (1811-1889).

### Dispositie koororgel
| Manuaal C-g3                 |
| Montre 8' (C-B Flûte)        |
| Flûte 8' (basses)            |
| Flûte Harmonique 8' (dessus) |
| Bourdon 8' (basses)          |
| Bourdon 8' (dessus)          |
| Voix céleste 8' (vanaf c)    |
| Prestant 4'                  |
| Doublette 2'                 |
| Basson 8' (basses)           |
| Hautbois 8' (dessus)         |
|                              |

| Pédalier à tirasse C–d1 |
| Soubasse 16'            |

- Tirasse (= pedaalkoppeling).
- Expressiontrede.
- Mechanische sleepladen.
- Winddruk: 90 mm. WK.

Al het pijpwerk van het manuaal, uitgezonderd de Montre, is in een zwelkast geplaatst.

### Jongenskoor
Dirk S. Donker is oprichter en was voorheen begeleider van het jongenskoor in de Martinikerk.

## Klokken

### Carillon
Het klokkenspel van de Martinikerk is het omvangrijkste carillon van Friesland en ook een van de carillons in Nederland met meer dan 4 octaven. Er zijn 50 klokken waarvan er nog 12 aanwezig zijn uit de vroegere beiaard van Van Bergen uit 1949. Deze Van Bergen klokken werden in 1970 herstemd en uitgebreid tot een 4 octaafs beiaard in Es. De klaviertoon C zit als Es aangesloten zodat de klokken een kleine terts omhoog transponeren. Het klokkenspel is gestemd in een evenredig zwevende temperatuur. De klokken zijn dagelijks automatisch via een speeltrommel te horen en worden wekelijks bespeeld door de stadsbeiaardier.

### Geschiedenis van het carillon
Deze begint al in de tweede helft van de 16e eeuw, toen er in een dakruiter op de Martinikerk al een kleine voorslag hing die automatisch door middel van een speeltrommeltje de uurslag aankondigde. Deze voorslag bestond uit 9 klokjes waarvan de maker niet bekend is. Rond 1712 werden de klokken hergoten en tot 14 klokken uitgebreid door Claes Noorden en Jan Albert de Grave in Amsterdam. Zij hadden het klokkengietersvak en vooral de kunst van het stemmen van klokken geleerd bij de Gebroeders Hemony. De klokken konden naast automatisch ook door een beiaardier worden bespeeld door middel van een stokkenklavier. In 1771 werd de dakruiter vervangen door Eibert Dirkz uit Makkum door de vandaag nog steeds aanwezige koepel. Het ontwerp was van ene P. Nijsloot. 

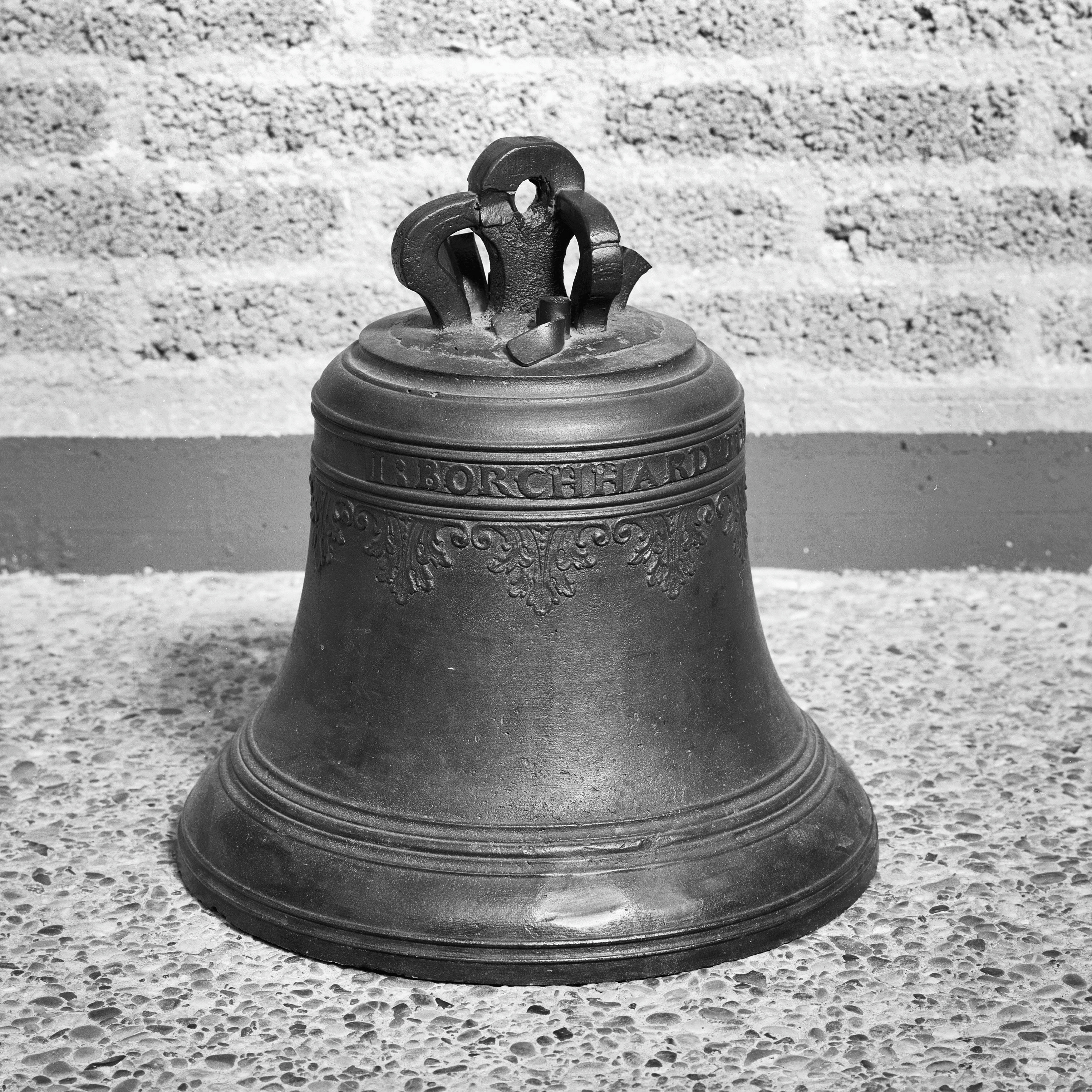
Klok uit 1770 gegoten in Enkhuizen voor het carillon van de Martinikerk door Johan Christiaan Borchhard

 Hierin kwam een nieuw carillon. Waar de oude klokken zijn gebleven is niet bekend. De 26 nieuwe klokken werden gegoten door Johan Christiaan Borchhard in de stadsklokkengieterij van Enkhuizen. Deze klokkengieter moet hebben geweten hoe een zuiver klokkenspel kon klinken. In Enkhuizen waren immers twee carillons van Gebr. Hemony die zuiver gestemd waren. De stemkunst was echter verloren gegaan, althans Borchhard had dit nooit geleerd, en het spel voor Sneek klonk dan ook niet al te zuiver. Uit de archieven is bekend dat hierover regelmatig klachten werden geuit. Toch hebben deze klokken tot 1918 dienstgedaan in Sneek. Er ontstond hierna een strijd tussen de gemeente, het rijk en andere instanties over de vraag of dit historische klokkenspel wel of niet moest worden gehandhaafd en gerestaureerd. De gemeente wenste een nieuw gegoten zuiver klinkend klokkenspel. Pas in 1928 konden hiervoor plannen worden gemaakt. De klokken werden in Engeland gegoten door Gillett & Johnston in Croydon ten zuiden van Londen. In 1930 werden de klokken opgehangen in de koepel van de Martinikerk door de firma Eijsbouts uit Asten die in die tijd zijn klokken in Engeland liet gieten. Pas na de oorlog begon Eijsbouts zelf klokken te gieten. Helaas gingen de 25 Engelse klokken in 1943 ten onder in de Tweede Wereldoorlog. De klokken werden gevorderd en afgevoerd naar Hamburg waar ze in de smeltkroezen van de bezetter terechtkwamen. Na de oorlog werd er al snel actie op touw gezet voor nieuwe klokken. Dankzij een royale gift van het Old Burger Weeshuis kon een nieuw carillon op 5 mei 1949 de nationale bevrijdingsdag in gebruik worden genomen. Omdat Nederland geen deviezen had om in Engeland klokken te kopen werden de klokken gegoten door de firma A.H. van Bergen in Heiligerlee. In 1955 werd het carillon uitgebreid tot drie octaven door van Bergen. Maar de geschiedenis herhaalde zich. Ook met deze klokken waren problemen met de zuiverheid. Bovendien wenste men een echte concert beiaard die uit ten minste vier octaven moet bestaan. Het gemeente bestuur van Sneek besloot tot de aanschaf hiervan in 1969. Van de oude Van Bergen klokken konden er 12 na herstemming gehandhaafd blijven. De 35 nieuwe klokken werden gegoten door Petit & Fritsen in Aarle-Rixtel. Het Old Burger Weeshuis leverde opnieuw een financiële bijdrage aan dit nieuwe carillon. De zwaarste klok is de Es1 van ruim 1300 kg werd geschonken door het Japanse ritssluiting bedrijf Yoshida Kogyo K.K. dat een vestiging in Sneek had. Sneek had zodoende het eerste vieroctaafscarillon van Friesland met 47 klokken. Dit nieuwe klokkenspel werd 1970 ingespeeld op de dag dat Sneek herdacht dat ze werd bevrijd op 15 april 1945. In 1998 vond er een uitgebreide renovatie plaats door Petit & Fritsen waarbij de beiaard met 1 bas klok en twee kleine discant klokjes werd uitgebreid tot 50 klokken met een gezamenlijk gewicht van 7575 kg. De beiaardier kreeg nu ook de beschikking over een nieuw fraai klavier. Het carillon van de Martinikerk werd zodoende het omvangrijkste van Friesland.
De Toren (dakruiter) van de Martinikerk en het carillon zijn eigendom van de burgerlijke gemeente Súdwest-Fryslân.
Het Carillon van Sneek werd tussen 1963 en 2023 bespeeld door Dirk S. Donker (1941). 
Sinds 2023 is Bob van der Linde Stadsbeiaardier van Sneek en organist van de Martini kerk.

### Klokhuis

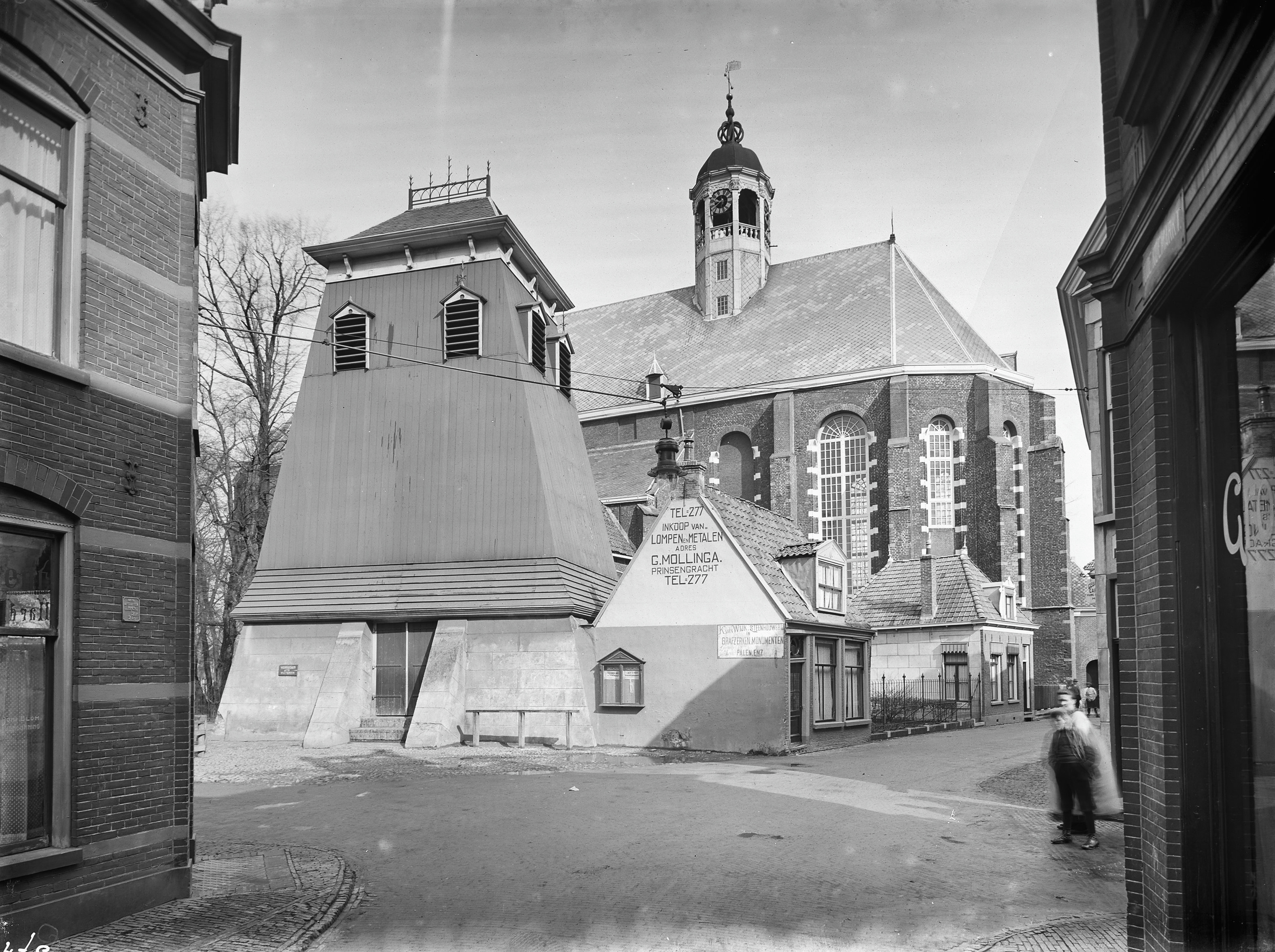
Het klokhuis naast de Martinikerk in 1922 met de koepel zonder klokken

Hoewel de Martinikerk een dakruiter heeft en tot 1681 ook drie torens aan de westzijde, hingen de luidklokken in een klokhuis. Aanvankelijk stond deze omtimmerde klokkenstoel ten noordwesten van de kerk, waar deze in 1489 werd opgericht. Later werd het klokhuis verplaatst naar de zuidwestzijde van de kerk. De oudste klok die in dit klokhuis hangt, hing tot de komst van de nieuwe beiaard in 1970 in de koepel op de kerk waar ze dienstdeed als uurslag. Ze werd al in 1466 gegoten door Steven Butendiic en heeft de toon ges1. Tot de vordering van klokken in de oorlog hingen in het klokhuis ook twee luidklokken waarvan de grootste uit 1771 gegoten door Johan Christiaan Borchhard in Enkhuizen met slagtoon c1. Deze klok scheurde toen ze uit de takels viel bij het uithijsen in 1943. De andere klok met slangtoon f1 van Johann ter Steghe uit 1543 werd na de oorlog terug gevonden en weer in het klokhuis gehangen. In het voorjaar van 2015 werd het klokhuis gerestaureerd en werden de twee zeer oude klokken weer aan rechte assen opgehangen.